# تل توتون
تل توتون بلدة سوريّة تتبع إداريّاً لمحافظة حلب منطقة منبج ناحية مسكنة، بلغ تعداد سكانها 1,007 نسمة حسب التعداد السكاني لعام 2004.

## التسمية
سميت بهذا الاسم نسبة إلى التل  الموجود بين قريتين تل التوتون الجنوبي والشمالي، وتسمية التوتون تنسب إلى اسم اغريقي قديم.